# Léon Lambert (banquier)
Pour les articles homonymes, voir Lambert et Léon Lambert.
Le baron Léon Lambert, né à Anvers le 27 mars 1851 et mort à Paris le 30 janvier 1919, est un banquier belge et fondateur de l’hôpital Baron Lambert en 1914.

## Biographie

### Famille
Fils de Samuel Lambert, Léon Lambert épouse le 31 mai 1882 à Paris la baronne Zoé Lucie Betty de Rothschild (1863-1916), fille du baron Gustave de Rothschild (1829-1911) et de Cécile Anspach (1840-1912), cérémonie célébrée à la Synagogue de la Victoire par Zadoc Kahn. Cette union fut arrangée par James de Rothschild qui souhaitait concrétiser un rapprochement entre sa famille et celle de Samuel Lambert. De cette union naissent :
- Claude Lambert (Bruxelles, 19 décembre 1884 - Paris, 27 juin 1971), qui épouse en 1904 à Bruxelles Jean Stern (1875-1962)[2],
- Henri Lambert (1887-1933), qui épouse en 1927 Johanna von Reininghaus (1899-1960),
- Betty Lambert (1894-1969), qui épouse en 1912 Rodolphe von Goldschmidt-Rothschild (1881-1962), puis en 1921 Johann von Bonstetten
- Renée Lambert (1899-1987), qui épouse en 1926 le baron Paul de Becker Remy (1897-1953).

Léon Lambert vivait avec sa femme au no. 2 de la rue d'Egmont à Bruxelles.

### Carrière
Dès 1872, Léon Lambert travaille pour les Rothschild à Londres.
Léon Lambert prend en 1875, à la mort de son père Samuel, la direction de Lambert, agent Rothschild, installée rue Neuve à Bruxelles, représentant la maison Rothschild Frères en Belgique. Le mariage de Léon Lambert et de Zoé de Rothschild renforce les liens entre la famille Rothschild et la famille Lambert.
Dès 1879, Léon Lambert prend des intérêts au Congo en achetant aux Indes des éléphants destinés à la première station de dressage d'éléphants en Afrique. Avant même la création de l'État indépendant du Congo, Léon Lambert sert de banquier et d'intermédiaire avec les Rothschild de Paris et de Londres, pour faire crédit à l'administration coloniale, encore à l'état embryonnaire. La Banque Lambert est aussi la banque du roi Léopold II pour ses affaires personnelles (le roi est alors l'un des rares souverains à détenir une colonie à titre personnel, le Congo). Le roi lui confie aussi la modernisation de la capitale belge.
Il comptait parmi les fortunes belges qui payaient le plus d'impôts sur les signes extérieurs de richesse.
La Banque Lambert s'installe en 1885 dans l'hôtel de maître du marquis d'Ennetières au coin de l'avenue Marnix et de la rue d'Egmont. En 1899, Léon Lambert participe à la fondation de la Banque d'Outremer, de Tanganyika Concessions Limited, et de compagnies minières au Katanga et en Rhodésie.
En 1896, Léon Lambert reçoit du roi Léopold II concession de noblesse héréditaire avec le titre transmissible de baron. Il adopte comme devise Conscientia Lux mea. De 1899 à 1919, il est le 10e président du Consistoire central israélite de Belgique.
En 1909, le roi Léopold II autorise le fils de Léon, Henri Lambert, à porter le titre de baron du vivant de son père. Léon Lambert initie alors son fils aux affaires entre les capitales européennes et les exploitations africaines. Henri Lambert succède à son père à la suite de son décès en 1919,.

## Autres fonctions
- Consul d'Italie[2]

## Œuvres d'art
- Fiançailles de Léon Lambert et de Lucie de Rothschild. 1882. Aquarelle de Eugène Lami[2]